# Weslley Patati
Weslley Pinto Batista (Presidente Dutra, 1 oktober 2003), beter bekend als Weslley Patati, is een Braziliaans-Portugees voetballer die doorgaans speelt als vleugelspeler. In september 2024 verruilde hij Santos voor Maccabi Tel Aviv.

## Clubcarrière
Patati speelde voor het lokale Atlético Maranhense, voor Santos hem in 2019 opnam in de opleiding met een jeugdcontract. Zijn professionele debuut maakte hij op 14 juli 2022, toen door een doelpunt van Marcos Leonardo met 1–0 gewonnen werd van Corinthians. Patati mocht van coach Marcelo Fernandes in de tweede helft invallen voor Ângelo Gabriel. Aan het einde van 2023 degradeerde hij met Santos naar de Série B, waarin hij het jaar erop voor het eerst tot scoren kwam.
Na in totaal negenentwintig competitiewedstrijden voor Santos werd Patati in september 2024 voor een bedrag van circa anderhalf miljoen euro overgenomen door Maccabi Tel Aviv, waar hij zijn handtekening zette onder een verbintenis voor de duur van drie seizoenen met een optie op een jaar extra. Hier kwam hij in zijn eerste seizoen tot dertien doelpunten en tien assists in officiële wedstrijden. Hij kroonde zich met Maccabi tot Israëlisch landskampioen.

## Clubstatistieken
| Seizoen | Club             | Competitie  | Competitie | Competitie | Beker | Beker | Internationaal | Internationaal | Totaal | Totaal |
| Seizoen | Club             | Competitie  | Wed.       | Dlp.       | Wed.  | Dlp.  | Wed.           | Dlp.           | Wed.   | Dlp.   |
| ------- | ---------------- | ----------- | ---------- | ---------- | ----- | ----- | -------------- | -------------- | ------ | ------ |
| 2022    | Santos           | Série A     | 1          | 0          | 1     | 0     | —              | —              | 2      | 0      |
| 2023    | Santos           | Série A     | 9          | 0          | 1     | 0     | 2              | 0              | 12     | 0      |
| 2024    | Santos           | Série B     | 19         | 2          | 0     | 0     | —              | —              | 19     | 2      |
| 2024/25 | Maccabi Tel Aviv | Ligat Ha'Al | 31         | 12         | 1     | 0     | 7              | 1              | 39     | 13     |
| 2025/26 | Maccabi Tel Aviv | Ligat Ha'Al | 0          | 0          | 1     | 1     | 4              | 0              | 5      | 1      |
| Totaal  | Totaal           | Totaal      | 60         | 14         | 4     | 1     | 13             | 1              | 77     | 16     |

Bijgewerkt op 19 augustus 2025.

## Erelijst
| Competitie       |        |         |        |        |
| Competitie       | Aantal | Jaren   |        |        |
| Santos           | Santos | Santos  | Santos | Santos |
| ---------------- | ------ | ------- | ------ | ------ |
| Série B          | 1      | 2024    |        |        |
| Maccabi Tel Aviv |        |         |        |        |
| Ligat Ha'Al      | 1      | 2024/25 |        |        |